# Дългоклюна яребица
Дългоклюната яребица (Rhizothera longirostris) е вид птица от семейство Фазанови (Phasianidae). Видът е почти застрашен от изчезване.

## Разпространение и местообитание
Видът е разпространен на Малайския полуостров, Суматра и Борнео. Естествените му местообитания са субтропичните и тропически сухи гори, влажни низини и планински гори. Застрашен е от загуба на местообитания.